# Wynyard (Canada)
Wynyard is een plaats (town) in de Canadese provincie Saskatchewan en telt 1744 inwoners (2006).